# Neotoma micropus
Neotoma micropus es una especie de roedor de la familia Cricetidae.

## Distribución geográfica
Se encuentra en México y Estados Unidos.